# Пенетрант
Пенетра́нт (лат. penetratio — проникать) — специальное индикаторное вещество, проникающее в дефекты материала под действием сил капиллярности. Используются при контрастной и люминесцентной дефектоскопии. Поставляются в аэрозольных упаковках (считающихся наиболее удобными для автономной работы на объекте), канистрах и в бочках.
Пенетранты представляют собой несущую основу с красителем (чаще всего красным) или люминофором и применяются путем нанесения на поверхности контролируемых изделий. Люминесцентные пенетранты под воздействием ультрафиолетового излучения имеют, как правило, желто-зеленый цвет свечения. Дефект становится виден при извлечении пенетранта из дефекта адсорбирующим слоем проявителя (он же служит контрастирующим фоном). В этом случае говорят, что пенетрант образует индикацию дефекта.

## Классификация
- по способу наблюдения: контрастные и люминесцентные;

- по способу удаления: водосмываемые и удаляемые очистителем (пост-эмульгируемые);

- по чувствительности (в порядке убывания — I, II, III и IV классы по ГОСТ 18442-80[2]).

Следует отметить, что уровни чувствительности по стандартам MIL-I-25135E и AMS-2644 прямо противоположны ГОСТ 18442-80:
- 1/2 — ультранизкая чувствительность;
- 1 — низкая;
- 2 — средняя;
- 3 — высокая;
- 4 — сверхвысокая.

## Состав
- Высококипящие растворители;
- Поверхностно-активные вещества;
- Ингибиторы коррозии;
- Люминофоры (красители).